# 北窑街道
北窑街道，是中华人民共和国河南省洛陽市瀍河回族区下辖的一个乡镇级行政单位。

## 行政区划
北窑街道下辖以下地区：
金家街社区、郏马营社区和利民街社区。